# Shiranui-ryū
Estilo de Battojutsu, chamado "Shiranui-ryu" (literalmente, "estilo Shiranui", ou "estilo do fogo fátuo") e que consistia, essencialmente em dobrar perpendicularmente a perna direita, esticando a esquerda até ficar paralela ao solo e, depois, sacar da espada.